# Castrejón de Trabancos
Castrejón de Trabancos is een gemeente in de Spaanse provincie Valladolid in de regio Castilië en León met een oppervlakte van 30,20 km². Castrejón de Trabancos telt 181 inwoners (1 januari 2016).

## Demografische ontwikkeling
Bron: INE, 1857-2011: volkstellingen